# 7003 Zoyamironova
A 7003 Zoyamironova (ideiglenes jelöléssel 1976 SZ9) a Naprendszer kisbolygóövében található aszteroida. Nyikolaj Sztyepanovics Csernih fedezte fel 1976. szeptember 25-én.